# Escuela Judicial del Estado de México
La Escuela Judicial del Estado de México es una institución del Poder Judicial mexiquense en la que se imparte educación judicial a los servidores públicos en tres diferentes niveles: la Carrera Judicial, que está dirigida a quienes desean ingresar al Poder Judicial y ser promovidos en cualquiera de las categorías que señala la ley; la Educación Continua, que comprende una serie de cursos y diplomados sobre diferentes temas relacionados con la administración de justicia; y los Estudios de Posgrado, que son las Especialidades, la Maestría y el Doctorado en Derecho Judicial. 

## Historia
Lo que ahora es la Escuela Judicial del Estado de México comenzó siendo un Instituto de Capacitación y Actualización Judicial que se fundó el 8 de diciembre de 1985, por acuerdo del Pleno del H. Tribunal Superior de Justicia, mediante propuesta del entonces presidente, Gustavo A. Barrera Graf. Desde su creación, el Instituto de Capacitación y Actualización Judicial se fijó como meta ser una instancia académica destinada a preparar servidores públicos judiciales altamente competitivos. La mejor forma de hacerlo era implementando un sistema de concursos y exámenes de oposición, que hasta la fecha continúa operando.
Durante los primeros años del Instituto, los ciclos de conferencias, coloquios y cursos se organizaban en el Salón de Plenos del Tribunal Superior de Justicia, pero en 1993 se logró contar con un nuevo espacio para llevar a cabo sus actividades académicas en el edificio que se conoce como la Casa del Poder Judicial, ubicada en el centro de la ciudad de Toluca. En 1995 el Instituto consolidó una alianza con la Universidad Autónoma del Estado de México para impulsar el desarrollo de programas académicos; a partir de ese año, el Instituto continuó celebrando convenios de colaboración con distintas Universidades de México y del extranjero.
El 12 de julio de 1999 fueron inauguradas las nuevas instalaciones del Instituto ubicadas en el domicilio que actualmente ocupa la Escuela Judicial, sito en calle Josefa Ortíz de Domínguez 306, en la Colonia Santa Clara, en Toluca. Sin embargo, el acontecimiento más importante en la historia del Instituto desde que fue creado ha sido el de su transformación en la actual Escuela Judicial del Estado de México, por virtud del decreto 127 de la LIV Legislatura local, publicado en la Gaceta del Gobierno el 31 de diciembre de 2002.
Desde entonces, la Escuela Judicial ha venido ampliando sus horizontes y expandiendo su campo de acción a lo largo y ancho del Estado de México, mediante la creación de dos coordinaciones regionales, una en Tlalnepantla y otra en Texcoco.
El contenido de sus cursos, diplomados y estudios de posgrado, así como sus modernas instalaciones, hacen de la Escuela Judicial del Estado de México un punto de referencia esencial en la historia de la educación judicial de nuestro país.

## Oferta educativa
La Escuela Judicial del Estado de México cuenta con tres tipos de estudios: Carrera Judicial; Educación Continua y Posgrado. 

### Carrera Judicial
La Carrera Judicial comprende los cursos que se imparten a los servidores públicos del poder judicial con las siguientes categorías:
- Notificador Judicial
- Ejecutor
- Secretario Civil
- Secretario Penal
- Mediador y Conciliador
- Juez Civil
- Juez Penal
- Juez Ejecutor de Sentencias
- Juez de Control y Vigilancia
- Magistrado Civil
- Magistrado Penal.

### Educación Continua
Abarca diferentes tipos de cursos y diplomados, entre los que destacan el Oralidad en Materia Familiar, Curso sobre el Nuevo Proceso Penal, Acusatorio, Adversarial y Oral; o el Curso Sobre el Nuevo Proceso Acusatorio y Oral, en el marco del programa de capacitación nacional de la CONATRIB.

### Posgrados
Los estudios de Posgrado están formados por los siguientes programas académicos:
- Especialidad en Derecho Judicial
- Especialidad en Derecho Familiar
- Especialidad en Mediación y Conciliación
- Maestría Derecho Judicial
- Doctorado en Derecho Judicial.

Y la recientemente creada Maestría en Derechos Humanos

## Directores de la Escuela Judicial
- Magistrado Lic. Luis Miranda Cardoso (1986)
- Magistrado Lic. José Colón Morán (1986-1991)
- Magistrado Lic. Luis Miranda Cardoso (1991-1994)
- Magistrado Lic. Abel Villicaña Estrada (1994-1995)
- Magistrado Lic. Román Rosales Reyes (1995-1996)
- Magistrado Dr. en D. Alfonso Velázquez Estrada (1996-2000)
- M. en D. Marco A. Morales Gómez (2000-2008)
- Lic. Abel Villicaña Estrada (2008-2010)
- Dr. Sergio Javier Medina Peñaloza (2010-2014)

Actualmente, el cargo de director general de la Escuela Judicial lo ocupa el Magistrado Dr. Joaquín Mendoza Esquivel.

## Miselaneos
En las instalaciones de la Escuela Judicial del Estado de México, se encuentra el mural titulado: "La cátedra de la justicia" del pintor, muralista y escultor de mexicano Leopoldo Flores